# Acadine
Fontaine
L'Acadine est une fontaine antique de Sicile, aux vertus prétendues magiques.

## Mythe
La fontaine Acadine est localisée en Sicile. Elle est consacrée aux dieux Paliques, divinités locales,.
Elle est dite mentionnée par Diodore de Sicile, bien qu'aucune mention explicitée ne se retrouve dans la Bibliothèque historique[réf. à confirmer], ni dans aucune autre source antique identifiable.
Des tablettes y sont jetées, sur lesquelles sont inscrits des serments. Si elles flottent, c'est que les serments sont sincères, si elles coulent, c'est qu'ils sont menteurs ou qu'il s'agit de contrefaçons,,.

## Dans les arts
La fontaine Acadine est très rarement représentée dans l'art. Au Salon de 1814, le peintre Charles-Victoire-Frédéric Moench présente un tableau intitulé La Fontaine Acadine,. Il s'agit d'une huile sur toile néo-classique, représentant la fontaine et un couple — pouvant être identifié comme la déesse Vénus et son amant Adonis — au premier plan. Ces derniers regardent une tablette jetée dans l'eau de la fontaine, sur laquelle est marquée une promesse d'amour en grec ancien ; la tablette flotte, ce qui prouve leurs sentiments. 